# Ilsea bormia
Ilsea bormia är en fjärilsart som beskrevs av William Schaus 1906. Ilsea bormia ingår i släktet Ilsea och familjen nattflyn. Inga underarter finns listade i Catalogue of Life.